# Rugby en los Mini Juegos del Pacífico Sur 1985
El Rugby en los Mini Juegos del Pacífico Sur 1985 se disputaron en la ciudad de Rarotonga en las Islas Cook, participaron 3 selecciones de Oceania.
Fue la primera y única ocasión el la cual se disputó rugby 15 en los juegos, desde 1997 volvería el rugby en formato de 7 jugadores.

## Participantes
- Islas Cook
- Nueva Caledonia
- Tahití

## Medallero
| Pos | Equipo          |
| --- | --------------- |
|     | Islas Cook      |
|     | Nueva Caledonia |
|     | Tahití          |